# Nectandra matthewsii
Nectandra matthewsii Meisn. – gatunek rośliny z rodziny wawrzynowatych (Lauraceae Juss.). Występuje naturalnie w Ekwadorze oraz Peru. 

## Morfologia
PokrójZimozielone drzewo dorastające do 6–12 m wysokości.
LiścieMają podłużnie lancetowaty kształt. Mierzą 10–25 cm długości oraz 4–5,5 szerokości. Są skórzaste. Nasada liścia jest ostrokątna. Liść na brzegu jest całobrzegi. Wierzchołek jest spiczasty. Ogonek liściowy jest owłosiony i dorasta do 20 mm długości.